# Fabri Fibra
Fabri Fibra (* 17. října 1976 Senigallia), vlastním jménem Fabrizio Tarducci, je italský rapper, hudební producent a spisovatel. Jeho mladší bratr Francesco Tarducci, lépe známý jako Nesli, je také rapper.
S hudbou začal již v 17 letech. V roce 1995 nahrál svou první skladbu. V polovině devadesátých let se jmenoval Fabbri Phil. Byl členem několika hudebních skupin. V roce 2002 se dal na sólovou dráhu pod pseudonymem Fabri Fibra. Jeho pseudonym vychází z jeho jména Fabrizio – Fabri. Fibra je přehození písmene I místo A. V roce 2008 nazpíval píseň „In Italia“ s italskou zpěvačkou Giannou Nannini, která se stala hitem léta. Další píseň z roku 2009 „Do you speak English?“ byla způsobem popsání rozdílů mezi Itálií a Velkou Británií. Natočena v Brightonu, kde Fabri Fibra žil a pracoval čtyři roky. 29. června 2012 vyšla další píseň s názvem: „L'italiano balla“ ve spolupráci s Crookers. Výnos z této písně putoval na charitativní účely – na rekonstrukci dvou škol zničených zemětřesením 20. a 29. května 2012. Začátkem roku vydal již své sedmé album s názvem „Guerra E Pace“ (v češtině „Válka a mír“). Světlo světa spatřil 5. února 2013. V albu je například píseň „Pronti, Partenza Via!“ (v angličtině: „Ready, Set, Go!“). Oficiální videoklip byl natočen v Turíně a veřejnosti byl představen 28. prosince 2012.